# Acianthera oligantha
Acianthera oligantha  es una especie de orquídea. Es originaria de Santa Catarina en Espírito Santo, Brasil.

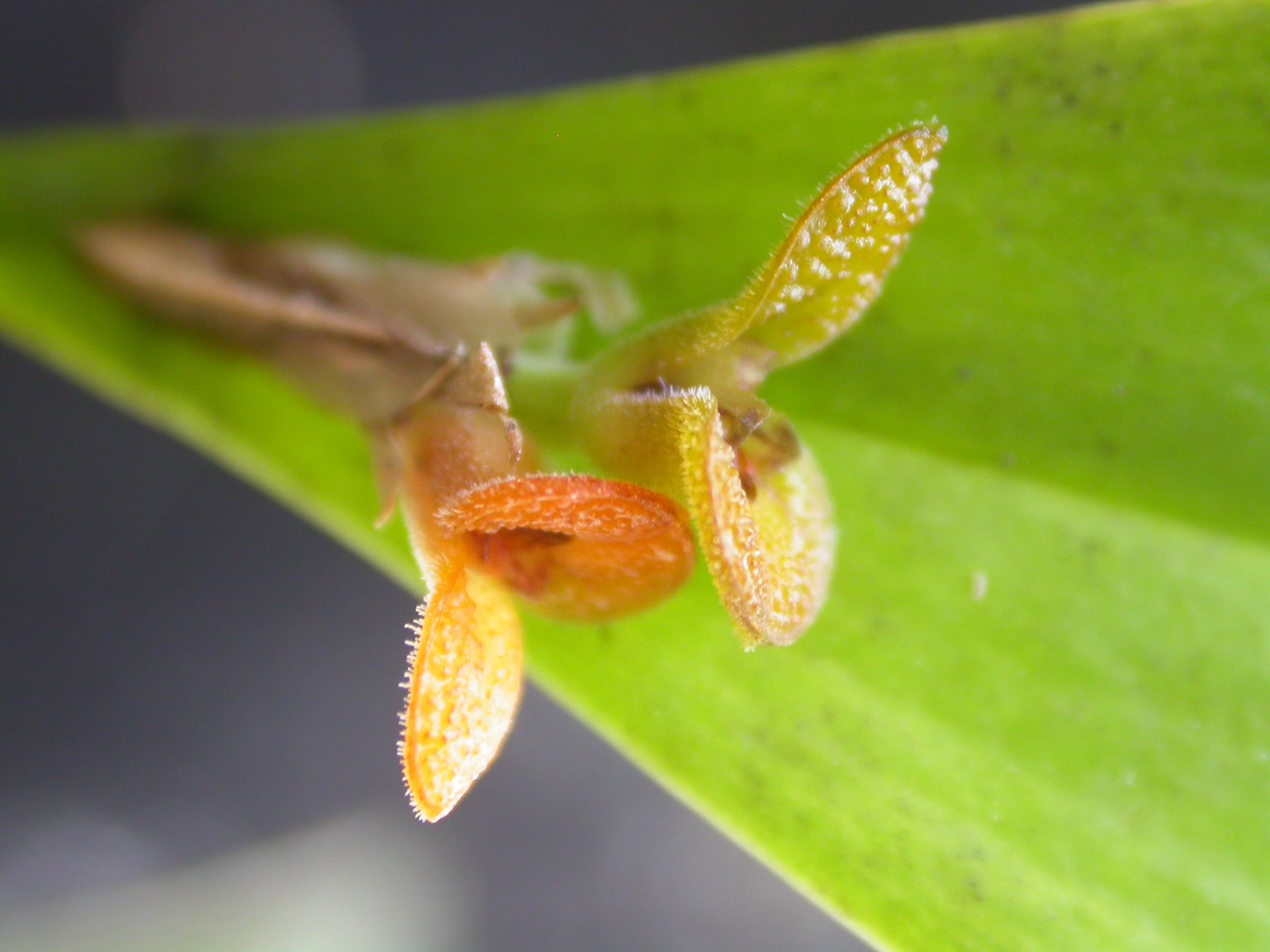
Flor

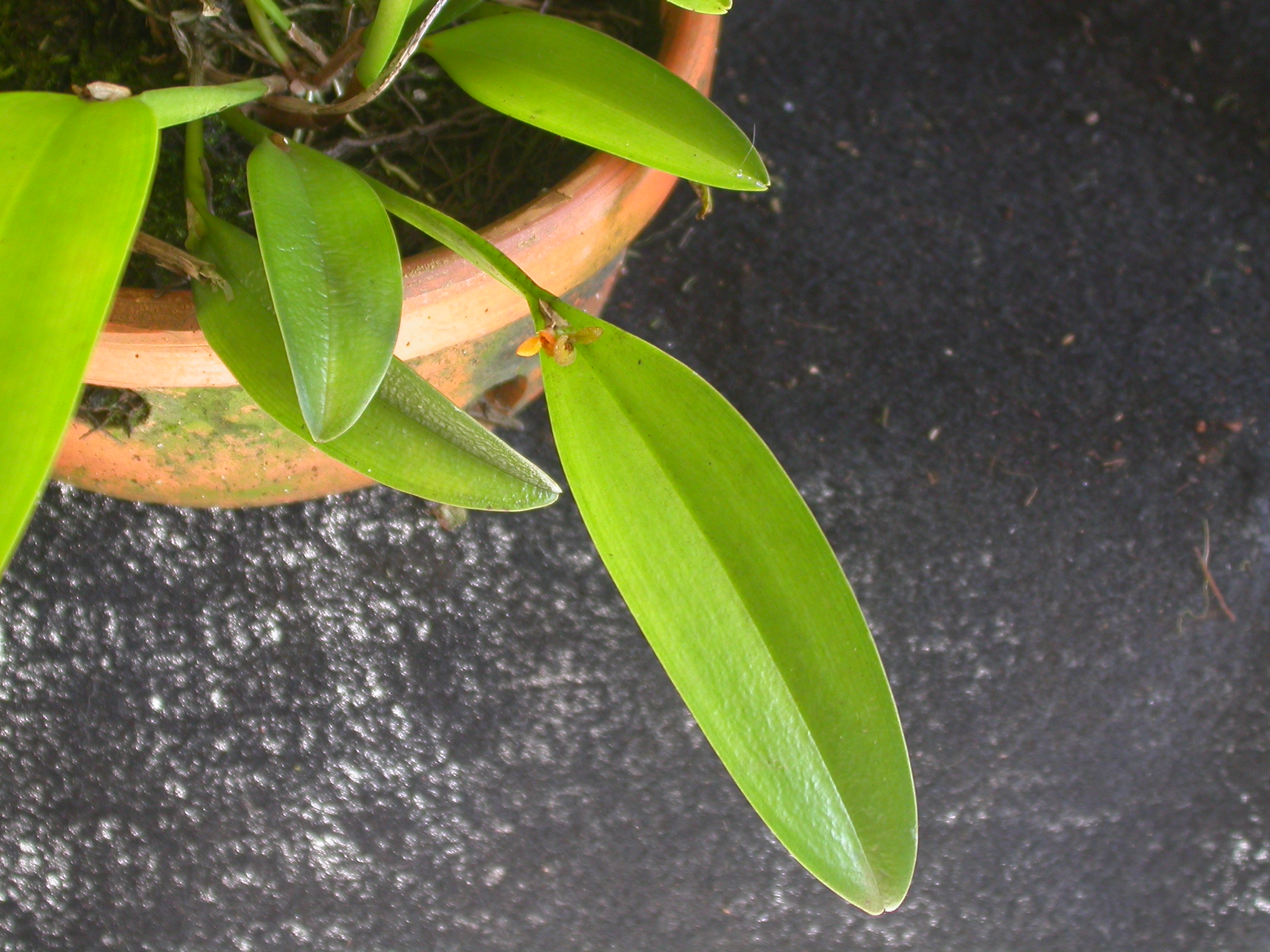
Hojas

## Descripción
Pertenece a la sección Sicaria , del género Acianthera caracterizado por tener plantas de crecimiento cespitoso, con tallos secundarios, también llamado ramicaules, con la sección triangular superior, más ancha en la base de la hoja, inflorescencia subséssil con pocas o muchas flores, segmentos florales a menudo gruesos, o ligeramente pubescentes o papilosos en un grupo de plantas que son más fibrosas y resistentes, con ramicaules canaliculados, sin alas o con alas de hoja estrecha que no aparece una continuación del tallo, o con conexión entre ellos clara. Esta especie es similar a Acianthera foetens pero con un menor número de flores, más pequeñas, de color amarillo, más abiertas, con los sépalos laterales más amplios y redondeados en el extremo y el labelo púrpura con el ápice liso.

## Taxonomía
Acianthera oligantha fue descrita por (Barb.Rodr.) F.Barros y publicado en Hoehnea  30(3): 186. 2003.
Etimología
Acianthera: nombre genérico que es una referencia a la posición de las anteras de algunas de sus especies.
oligantha: epíteto latino que significa "con pocas flores".
Sinonimia
- Acianthera oligantha (Barb. Rodr.) Luer
- Pleurothallis oligantha Barb.Rodr.[4][5]